# Samuel B. McDowell
Samuel B. McDowell is een Amerikaans herpetoloog. 

Hij bestudeerde vooral reptielen, zoals korsthagedissen, slangen en Dibamidae. De python Morelia mcdowelli is een eerbetoon aan de herpetoloog.
- International Standard Name Identifier: 0000 0000 2816 0357
- Library of Congress Control Number: n89626633
- Nationale Bibliotheek van Tsjechië: mub2016916510
- Nationale Bibliotheek van Israël: 987007379552905171
- Système universitaire de documentation: 19302876X
- Virtual International Authority File: 11451687
- WorldCat: E39PBJjmTwRrFbbGRgyhChxxDq